# البسان
اِلباسان (به آلبانیایی: Elbasan یا Elbasani) نام یکی از شهرهای کشور آلبانی است و در مرکز این کشور قرار گرفته است. این شهر در استان البسان، یکی از استان‌های سی‌وشش‌گانه کشور آلبانی واقع شده است.
شهر البسان از بزرگ‌ترین شهرهای آلبانی است و (بر طبق سرشماری ۲۰۰۳) ۱۰۰،۰۰۰ جمعیت دارد.

## اقتصاد
از زمانی که چینی‌ها در این شهر، کارخانهٔ نورد فولاد ساختند به اهمیت آن افزوده شد. در خلال حکومت کمونیستی در ۱۹۷۴ صنایع دیگری نیز در این شهر مستقر شدند که به آلودگی هوای شهر انجامیده‌اند.

## تاریخچه

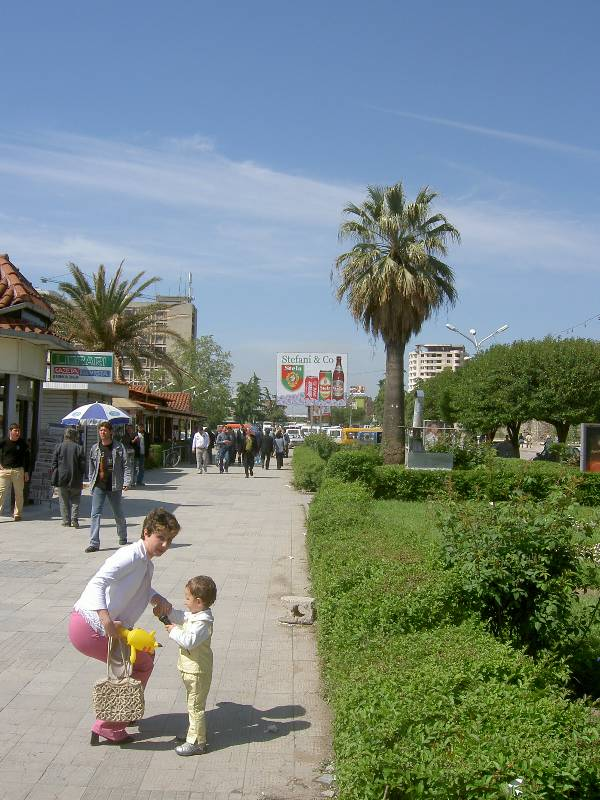
خیابانی در البسان

شهر البسان را ترک‌ها در سدهٔ پانزدهم بر روی شهر باستانی ماسیو اسکامپا ساختند. ماسیو اسکامپا را رومی‌ها در حدود سدهٔ یکم میلادی ساخته بودند.
پس از پایان دورهٔ عثمانی در آلبانی، البسان همچنان کانونی اسلامی باقی‌ماند. زمانی که کنگرهٔ ماناستیر در سال ۱۹۰۸ تصمیم بر استفاده از الفبای لاتین برای نوشتن زبان آلبانیایی گرفت، ملایان مسلمان به تحریک ترک‌های جوان تظاهرات گوناگونی را در دفاع از الفبای عربی در شهر البسان برپا کردند.
البسان از سوی صرب‌ها، بلغارها، اتریشی‌ها و ایتالیایی‌ها نیز اشغال شده است.
رشد اقتصادی آن پس از سرنگونی رژیم کمونیستی راکد شده است.